# Santana (São Tomé e Príncipe)
Santana è un centro abitato dello Stato africano di São Tomé e Príncipe, situato sull'isola di São Tomé.